# Sofia Geisler
Sofia Johanna Geisler (* 23. Januar 1963 in Sisimiut) ist eine grönländische Politikerin (Inuit Ataqatigiit) und Journalistin.

## Leben
Sofia Geisler ist die zweite von drei Töchtern von Kristoffer Geisler und Dorthennguaq Olsvig. Sie beendete 1979 die Folkeskole in Sisimiut und besuchte danach bis 1982 das Ilinniarfissuaq. Danach ließ sie sich bis 1990 am Niuernermik Ilinniarfik zur Journalistin ausbilden. Anschließend studierte sie bis 1994 an der Universitätszentrum Aalborg im Bereich Wirtschaft. Von 1995 bis 1998 war sie Kommunikationsmitarbeiterin bei Royal Greenland. Von 1998 bis 1999 war sie Redaktionschefin der Radionachrichten bei Kalaallit Nunaata Radioa. Von 2000 bis 2007 arbeitete sie als Ausbildungsleiterin an der Journalistenschule. Danach kehrte sie zu Royal Greenland zurück, wo sie von 2007 bis 2009 Kommunikationsberaterin war. Von 2009 bis 2011 war sie in der Qaasuitsup Kommunia beschäftigt. Von 2011 bis 2014 war sie Kommunikationschefin bei der Regierung, von 2014 bis 2017 bei KNI, 2017 bei Mittarfeqarfiit. Von 2017 bis 2018 war sie Moderatorin bei Kalaallit Nunaata Radioa. Nebenher arbeitet sie auch als Stresscoach und Mediatorin.
Sofia Geisler ließ sich für die Inuit Ataqatigiit bei der Parlamentswahl 2018 aufstellen und wurde mit 98 Stimmen ins Inatsisartut gewählt. Bei der Folketingswahl 2019 erhielt sie 683 Stimmen und erreichte damit den ersten Nachrückerplatz für Aaja Chemnitz Larsen. Bei der Parlamentswahl 2021 erhielt sie 116 Stimmen und verteidigte somit ihren Parlamentssitz. Am 15. Februar 2022 trat sie von ihrem Parlamentssitz zurück, um Beraterin in der Meeresschutzorganisation Ocean North Kalaallit Nunaat zu werden.